# Kōgen
L'emperador Kōgen (孝元天皇, Kōgen Tennō) va ser el 8è emperador del Japó que apareix en la tradicional llista d'emperadors.
No existeixen dades exactes sobre aquest emperador, cosa que ha dut a considerar-lo com a llegendari pels historiadors.
En el Kojiki i el Nihon Shoki només n'anomena el seu nom i genealogia. La tradició li atribueix el naixement el 273 aC i la mort el 158 aC i situa el començament del seu regnat el 214 aC, quan va succeir el seu pare Kōrei.
Si bé la tradició afirma que va existir realment i li va atribuir, fins i tot, una tomba, els estudis històrics moderns tendeixen a demostrar que aquest personatge no va existir mai.